# Holdenville
Holdenville és una ciutat dels Estats Units a l'estat d'Oklahoma. Segons el cens del 2000 tenia 4.732 habitants.

## Demografia
Segons el cens del 2000, Holdenville tenia 4.732 habitants, 1.966 habitatges, i 1.236 famílies. La densitat de població era de 376,7 habitants per km².
Dels 1.966 habitatges en un 28,4% hi vivien nens de menys de 18 anys, en un 44,3% hi vivien parelles casades, en un 14,6% dones solteres, i en un 37,1% no eren unitats familiars. En el 34,2% dels habitatges hi vivien persones soles el 20% de les quals corresponia a persones de 65 anys o més que vivien soles. El nombre mitjà de persones vivint en cada habitatge era de 2,31 i el nombre mitjà de persones que vivien en cada família era de 2,96.
Per edats la població es repartia de la següent manera: un 24,7% tenia menys de 18 anys, un 8,4% entre 18 i 24, un 23,2% entre 25 i 44, un 20,5% de 45 a 60 i un 23,2% 65 anys o més.
L'edat mediana era de 40 anys. Per cada 100 dones de 18 o més anys hi havia 76,7 homes.
La renda mediana per habitatge era de 20.282 $ i la renda mediana per família de 27.175 $. Els homes tenien una renda mediana de 21.020 $ mentre que les dones 17.951 $. La renda per capita de la població era de 13.326 $. Entorn del 14,8% de les famílies i el 20,2% de la població estaven per davall del llindar de pobresa.

## Poblacions més properes
El següent diagrama mostra les poblacions més properes.